# Verkehrsreife
Verkehrsreife ist ein Fachausdruck der Entwicklungspsychologie, der Verkehrspädagogik und des Verkehrsrechts. Im humanen Bereich bezeichnet er den Kompetenzstand einer Person, aktiv und eigenverantwortlich am Verkehrsleben teilnehmen zu können. In der Fahrzeugindustrie charakterisiert er die Qualifikation eines Verkehrsmittels, für den Betrieb im öffentlichen Verkehr zulassungsfähig zu sein.

## Begriff
Der Begriff der „Reife“ setzt einen Entwicklungsvorgang und dessen Ergebnis voraus. Verkehrsreife muss im menschlichen Bereich in einem Lernprozess, im Fahrzeugbereich in einer technischen Erprobungsphase erworben werden. Die Frage der Verkehrsreife einer Person spielt beispielsweise in der Diskussion um das angemessene Alter für die Art der Verkehrsbeteiligung und den Erwerb entsprechender Lizenzen eine herausragende Rolle, wie die Verkehrspsychologin Bettina Schützenhofer herausgefunden hat: „Im Interview erklärt die Psychologin, dass wesentliche Änderungen im Gehirn die Verkehrsreife  der jungen Straßenteilnehmer beeinflussen.“ Der Verkehrdidaktiker Siegbert A. Warwitz fragt nach einer Analyse des Anteils am Unfallgeschehen: „Auf der Kraftfahrerseite sind besonders jüngere und unerfahrene Erwachsene an den Unfällen beteiligt, - ein Mangel an Verkehrsreife ?“
Bei der Förderung des öffentlichen Verkehrsmittelbestands zur Verkehrsreife sind die Entwicklungsbedingungen und speziellen Zulassungsvoraussetzungen von Gewicht: „Auch hat die Stadt die Pflicht, neue Verkehrsmittel durch Subventionen oder günstige Verträge auf Leistung und Gegenleistung in ihrer Entwicklung zur Verkehrsreife zu fördern.“ „Sie [die Fördermittel] werden in der Regel nur für die verhältnismäßig lange Entwicklungszeit eines neuen Verkehrsmittels gewährt, bis es die nötige Verkehrsreife erreicht hat.“

## Bedeutung
Die Forderung nach körperlicher und sachlicher Unversehrtheit beim Verkehren in öffentlichen Räumen setzt bei den sich hier bewegenden Akteuren ein ausreichendes Maß an Wissen, Können und Bereitschaft voraus, diese nach bestem Gewissen zu gewährleisten. Zusätzlich helfen Gesetze, Verordnungen und Strafandrohungen die Beachtung der dazu vorgesehenen Regelungen auch durchzusetzen, Verstöße zu ahnden und Verkehrsrowdys einerseits sowie untaugliche Fahrzeuge andererseits aus dem Verkehr zu ziehen.
Entsprechend der Art der Verkehrsbeteiligung haben sich bestimmte Qualifikationsstufen und -merkmale etabliert. So weist sich das Kind nach bestandenem Fußgängerdiplom als fähig aus, seinen Schulweg selbstständig und eigenverantwortlich zu absolvieren: „Spätestens mit dem Schuleintritt muss das Kind in der Lage sein, die unausweichlichen Verkehrsbegegnungen der Ernstsituation sicher und selbstständig zu gestalten. Schulreife und Verkehrsreife sollten daher zeitlich zusammentreffen.“ Der Viertklässler stellt seine Verkehrsreife als Zweiradfahrer bei einer Radfahrprüfung auf die Probe, bevor die späteren noch anspruchsvolleren Motorlizenzen auf den Jugendlichen und Erwachsenen zukommen. Sie alle können aber nur insoweit zu der geforderten Verkehrssicherheit beitragen, wie auch die benutzten Fahrzeuge den Vorschriften entsprechen. So muss jeder Prototyp, jedes Pionierfahrzeug, erst über zahlreiche Testdurchläufe zu seiner anerkannten Verkehrsreife gelangen.